# Polski Kontyngent Wojskowy w Iraku
Polski Kontyngent Wojskowy w Iraku (PKW Irak) – wydzielony komponent Sił Zbrojnych RP, przeznaczony do udziału w działaniach wojennych (2003), stabilizacji (2003–2008), szkoleniu sił bezpieczeństwa (2005–2011) i zabezpieczenia logistycznego sił sojuszniczych (2011) w Iraku. Drugi co do wielkości kontyngent wojskowy w operacji pokojowej lub stabilizacyjnej wystawiony przez Wojsko Polskie w całej jego historii (w szczytowym okresie ok. 2500 żołnierzy).
W latach 2003–2008 dowództwo polskiego kontyngentu było jednocześnie dowództwem Multi-National Division Central-South – MND C-S (Wielonarodowej Dywizji Centrum-Południe – WDC-P) i początkowo podlegały mu siły z 22 innych państw. Po 2008 w Iraku pozostało kilkunastu polskich oficerów, tworzących do 2011 Military Advisory Liaison Team – MALT (Wojskowy Zespół Doradczo-Łącznikowy).
PKW Irak na przestrzeni lat nosił następujące oficjalne nazwy:
- 2003: Polski Kontyngent Wojskowy w składzie Wielonarodowych Połączonych Sił Operacyjnych koalicji międzynarodowej w Królestwie Arabii Saudyjskiej, Królestwie Bahrajnu, Jordańskim Królestwie Haszymidzkim, Państwie Kataru, Państwie Kuwejtu i Republice Iraku oraz w Zatoce Perskiej, na Morzu Czerwonym i Oceanie Indyjskim,
- 2003–2008: Polski Kontyngent Wojskowy w składzie Międzynarodowych Sił Stabilizacyjnych w Republice Iraku,
- 2008–2011: Polski Kontyngent Wojskowy w Misji Szkoleniowej Organizacji Traktatu Północnoatlantyckiego w Republice Iraku.

## Historia

### Sytuacja po 1991
2 sierpnia 1990 wojska irackie zaatakowały Kuwejt. Wywołało to reakcję administracji George’a H. Busha, który następnie utworzył koalicję międzynarodową pod egidą ONZ (także z udziałem polskiego kontyngentu). 17 stycznia 1991 siły wielonarodowe rozpoczęły ofensywę, zakończoną rozbiciem wojsk irackich i wyzwoleniem Kuwejtu. W wyniku klęski Saddam Husajn zgodził się na warunki rozejmu, czyli m.in. na stałe kontrole inspektorów UNSCOM, lecz w listopadzie 1997 zakazał im dostępu do arsenału i fabryk broni. Po klęsce rozmów dyplomatycznych w styczniu 1998 USA rozpoczęły mobilizację swoich sił w Zatoce Perskiej oraz budowanie nowej koalicji pod flagą ONZ (akcja zbrojna miała mieć kryptonim Operacja Desert Thunder). Zgodę na udział w niej wyraził polski rząd i w 4 Pułku Obrony Przeciwchemicznej w Brodnicy, pod kontrolą inspektorów ONZ i MON rozpoczęło się formowanie 216-osobowego kontyngentu składającego się z batalionu likwidacji skażeń. Jego zadaniem miało być usuwanie skutków ewentualnego irackiego ataku chemicznego na wojska sojusznicze lub cywilów w Kuwejcie. Jednak dzięki mediacjom Sekretarza Generalnego ONZ Kofiego Annana udało się uniknąć konfliktu i polski rząd nie musiał oficjalnie powoływać kontyngentu, przez co brodniccy chemicy pozostali w kraju.
W listopadzie i grudniu 1998 reżim Husajna ponownie blokował prace UNSCOM, która ostatecznie wycofała się, pozwalając tym samym na rozpoczęcie 17 grudnia bombardowań Iraku przez wojska amerykańsko-brytyjskie (Operacja Desert Fox). Rząd Jerzego Buzka udzielił poparcia aliantom, lecz z przyczyn logistycznych nie był w stanie wysłać pozostającej w gotowości jednostki przeciwchemicznej w rejon konfliktu przed jego zakończeniem. Ostatecznie przygotowywany przez 10 miesięcy kontyngent nie został użyty.

### „Iraqi Freedom”: inwazja
Po 1998 władze Stanów Zjednoczonych nadal uznawały reżim Saddama Husajna za zagrożenie dla swoich interesów w rejonie Zatoki Perskiej i rozpoczęły przygotowania do zbrojnego obalenia władz irackich. 10 października 2002 obie izby Kongresu USA upoważniły administrację amerykańską do przeprowadzenia akcji wojskowej przeciwko Irakowi, w tym samym czasie Stany Zjednoczone już formowały tzw. koalicję chętnych i koncentrowały siły zbrojne w rejonie Zatoki Perskiej.
Do koalicji chętnych dołączyła Polska. Udział polskich sił związany jest z Polskim Kontyngentem Wojskowym w Afganistanie w ramach operacji Enduring Freedom, zakresem działania obejmującym państwa Azji Centralnej (Afganistan, Kirgistan, Tadżykistan i Uzbekistan) i Ocean Indyjski z Morzem Arabskim, który to zakres na podstawie zmiany postanowienia Prezydenta RP z 29 stycznia 2002 został poszerzony o państwa Zatoki Perskiej (Bahrajn i Kuwejt). Umożliwiło to wysłanie polskich żołnierzy w ten rejon Bliskiego Wschodu: 19 kwietnia z lotniska w Mińsku Mazowieckim do Camp Doha w Kuwejcie wyleciało 24 komandosów z JW nr 2305 (GROM), powiększając w ten sposób siły międzynarodowe w tym kraju. Ich działania polegały na: ochronie szlaków komunikacyjnych, kontroli podejrzanych statków wodnych, zapobieganiu przemytowi m.in. broni.
10 lipca 2002 z portu w Świnoujściu wypłynął okręt wsparcia logistycznego ORP Kontradmirał Xawery Czernicki (53 marynarzy - w tym 6 zaokrętowanych komandosów Formozy – pod dowództwem kpt. mar. Grzegorza Okuljara, a podczas następnej zmiany kmdr. ppor. Jacka Rogalskiego). Po wpłynięciu na rejon operacji – Ocean Indyjski, rozpoczął wykonywanie zadań obejmujących: zaopatrywanie innych okrętów koalicji i polskiego kontyngentu, wspieranie operacji abordażowych na podejrzane jednostki, patrolowanie wód Zatoki Perskiej, udzielaniu pomocy statkom, utrzymywanie w gotowości zespołu płetwonurków.
Zarówno komandosi, jak i ORP kadm. X. Czernicki formalnie (narodowo) podlegali dowództwu polskiego kontyngentu w Afganistanie, faktycznie (operacyjnie) byli jednak od niego niezależni i znajdowali się pod rozkazami odpowiednio Dowództwa Sił Specjalnych Centralnego Dowództwa USA (SOCCENT) i V Floty USA.
20 marca 2003 wojska Stanów Zjednoczonych i sojuszników z tzw. koalicji chętnych rozpoczęły zbrojną inwazję na Irak. W związku z przygotowaniami do inwazji już wcześniej, bo 17 marca Prezydent RP Aleksander Kwaśniewski zdecydował o przekształceniu zgrupowania działającego w Zatoce Perskiej w samodzielny polski kontyngent wojskowy, lecz ze względu na oddalenie geograficzne i brak jednego dowództwa faktycznie działały tam 3 niezależne kontyngenty, liczące łącznie 183 żołnierzy. Był to precedens, gdyż po raz pierwszy od zakończenia II wojny światowej polscy żołnierze brali udział w działaniach wojennych wymierzonych w obce państwo, w dodatku bez formalnego wypowiedzenia wojny.

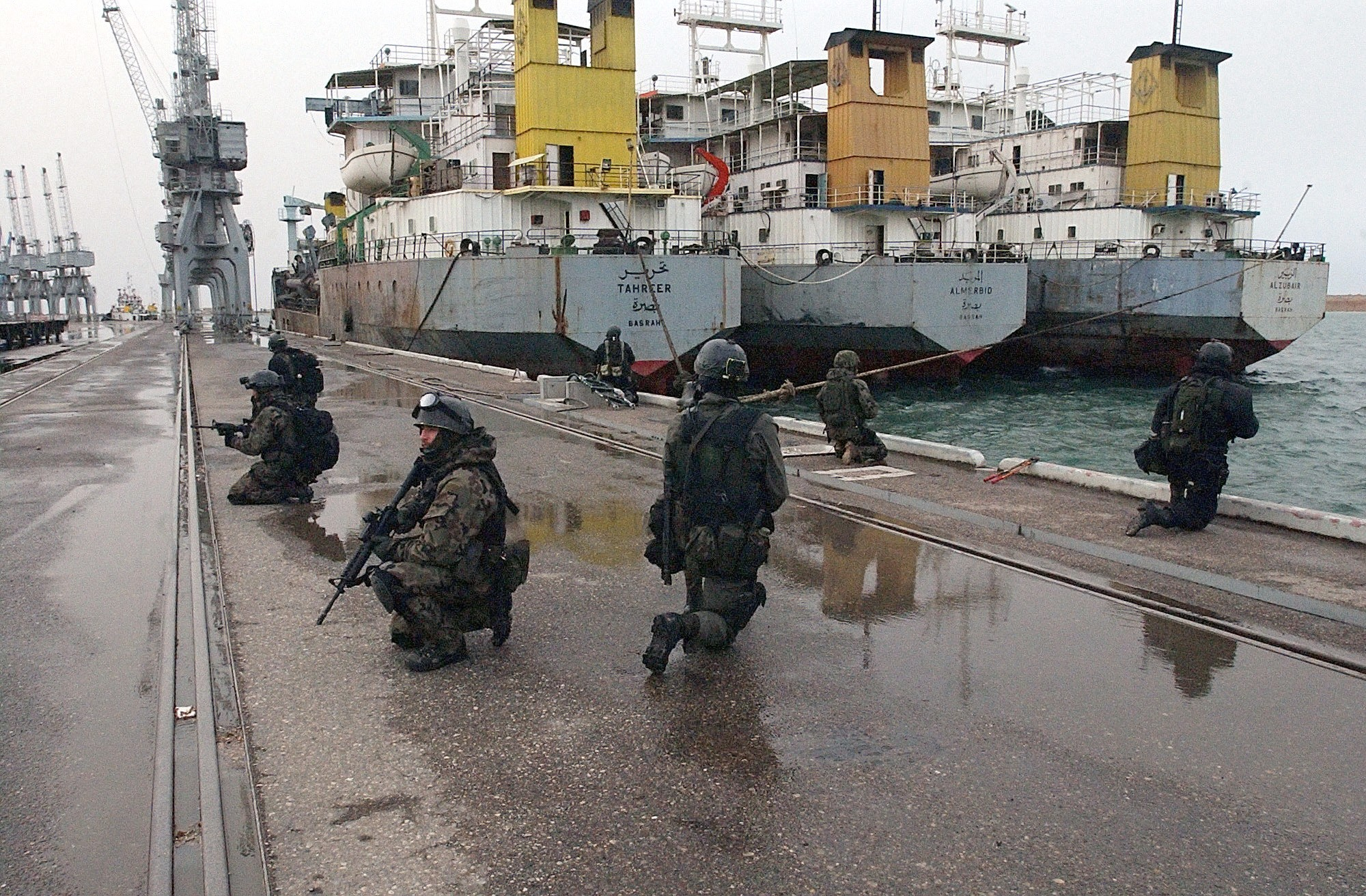
Komandosi GROM w Umm Kasr

Przed rozpoczęciem działań zbrojnych zgrupowanie komandosów z GROM-u (PKW Kuwejt) pod dowództwem ppłk. Andrzeja Kruczyńskiego zwiększono o 32 żołnierzy. Wydzielona została grupa do współpracy z m.in. US Naval Special Warfare Squadron w Task Force 20 (Siła Zadaniowa 20). Działania rozpoczęto w nocy z 20 na 21 marca zajmując dwiema sekcjami (wspólnie z Amerykanami z drużyn SEAL) 3 terminale naftowe w okolicach portu Al-Fau. Następnie wraz z Brytyjczykami 25 marca ostatecznie zajęto port Umm Kasr, biorąc przy tym jeńców. Oprócz tego stale (nawet 12 godzinnymi dyżurami) polscy żołnierze patrolowali strefę przybrzeżną zapobiegając przemytowi broni. W kwietniu ponownie z żołnierzami SEAL Polacy zajęli tamę Mukarajin na rzece Dijala (odległą o 100 km od Bagdadu). Za swoją służbę Polacy otrzymali wiele pozytywnych opinii ze strony przełożonych.
Na teatr działań wojennych skierowany został także dodatkowy pododdział: 21 marca z 33 Bazy Lotniczej w Powidzu wyleciała pierwsza, kilkudziesięcioosobowa grupa żołnierzy wojsk chemicznych i logistycznych z 4 Pułku Chemicznego, reszta wojsk dołączyła do 30 marca. Wzmocniony pluton likwidacji skażeń (PKW Jordania) pod dowództwem ppłk. Romana Witkowskiego liczył 36 chemików wojskowych i 38 logistyków (wyposażonych był w m.in. wozy rozpoznania skażeń chemicznych i promieniotwórczych BRDM-2RS) został zakwaterowany w Jordanii, przy amerykańskiej 300 Kompanii Chemicznej. Jego głównym zadaniem miało być przeciwdziałanie w przypadku użycia przez władze Iraku broni chemicznej.
W czasie wojny ORP kadm X. Czernicki (PKW Bahrajn) nadal wspierał logistycznie aliantów, kontynuując patrolowanie wód Zatoki Perskiej. W trakcie całej misji przeprowadził 36 patroli i wykonał 4 akcje ratownicze, ratując lub pomagając 19 marynarzom irackim lub irańskim. 2 sierpnia 2003 opuścił bazę operacyjną Mina Salman w Bahrajnie i rozpoczął rejs powrotny do kraju, zakończony 10 września w Świnoujściu.
Jednostką formalnie odrębną pod względem formalno-prawnym miał być PKW Turcja, zgodnie z decyzją Rady Ministrów z dnia 1 kwietnia 2003  i na podstawie postanowienia Prezydenta RP z 3 kwietnia 2003. PKW Turcja miał zostać skierowano do operacji Display Deterrence, prowadzonej na wniosek Turcji zgodnie z artykułem 4. traktatu waszyngtońskiego – władze Turcji obawiały się uderzeń odwetowych z strony Iraku na bazy i instalacje wojskowe. Do wzmocnienia sił sojuszniczych wyznaczono  pluton likwidacji skażeń (4 Pułk Chemiczny), drużynę ochrony (1 Pułk Specjalny Komandosów) i drużynę logistyczną (10 Brygada Logistyczna), łącznie 36 osób. Zadania kontyngentu obejmowały wsparcie sił tureckich i NATO w likwidacji skutków ewentualnego użycia przez Irak broni chemicznej. Ze względu na szybkie postępy wojsk koalicji w Iraku do wysłania kontyngentu do Turcji nie doszło i 17 czerwca prezydent uchylił postanowienie o jego użyciu.
W porównaniu z siłami amerykańskimi i brytyjskimi polski kontyngent w Operacji Iraqi Freedom był znikomy: zaledwie prawie 200 żołnierzy i pracowników. SZ RP tą operacją rozpoczęły naukę prowadzenia działań w warunkach rzeczywistego konfliktu.

### „Iraqi Freedom”: stabilizacja
W kwietniu 2003, po zdobyciu Bagdadu i rozbiciu niemalże całości irackich sił zbrojnych, Amerykanie rozpoczęli tworzenie władz okupacyjnych i podzielili Irak na cztery sektory stabilizacyjne:
- Sektor Północny (proponowano Australii, objęły Stany Zjednoczone),
- Sektor Centralno-Północny (objęły Stany Zjednoczone),
- Sektor Centralno-Południowy (wielonarodowy, proponowano Danii, objęła Polska),
- Sektor Południowy (wielonarodowy, objęła Wielka Brytania).

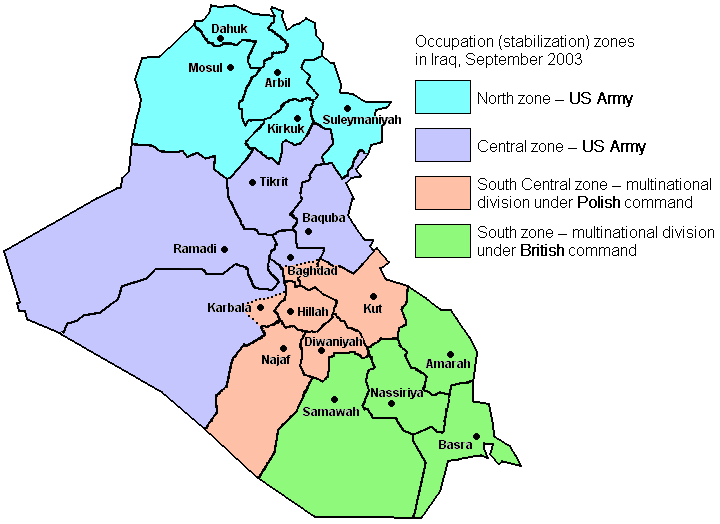
Sektory sił międzynarodowych w 2003
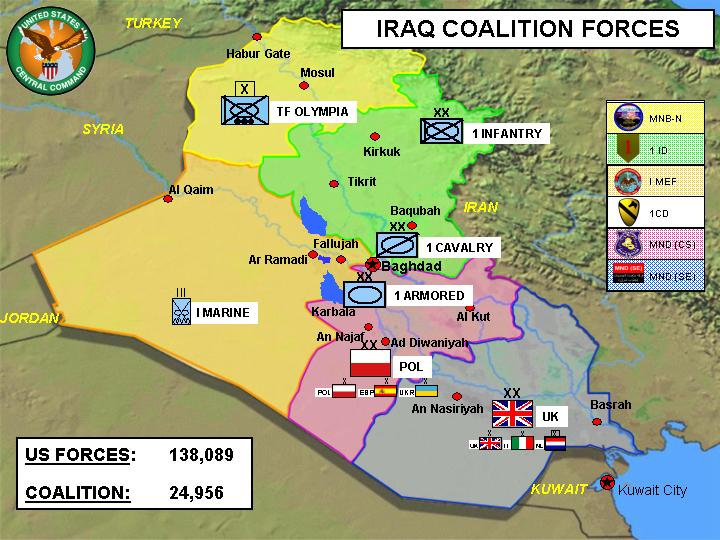
Sektory sił międzynarodowych w 2004

Po odmowie rządu duńskiego, objęcie kontroli nad strefą środkowo-południową zaproponowano Polsce. Rząd Leszka Millera wyraził zgodę, licząc w ten sposób m.in. na intratne kontrakty na odbudowę Iraku, czy umocnienie pozycji na arenie międzynarodowej. Ponadto polska misja miała status stabilizacyjnej (w odróżnieniu od dotychczasowych pokojowych) i zgodnie z rezolucją Rady Bezpieczeństwa ONZ nr 1483 z 22 maja 2003 nie miała ona charakteru okupacyjnego (status mocarstw okupacyjnych przyznano tylko Stanom Zjednoczonym i Wielkiej Brytanii).
Kontyngent wojskowy, wówczas największy w historii polskich misji pokojowych, bo liczący ok. 2500 żołnierzy, formowano na bazie 12 Dywizji Zmechanizowanej (dowództwo i jednostki dywizyjne) i 12 Brygady Zmechanizowanej (brygadowa grupa bojowa) od kwietnia (kiedy to powołano Grupę Organizacyjno-Przygotowawczą) do czerwca. Przemieszczenie w rejon operacji rozpoczął na początku czerwca, w następujących fazach: 5–12 czerwca – grupa inicjatywna, 2–8 lipca – grupa przygotowawcza, 5–22 sierpnia – siły główne. W trakcie przegrupowania w skład PKW Irak zostały włączone PKW Kuwejt (zespół GROM) i PKW Jordania (pluton likwidacji skażeń).

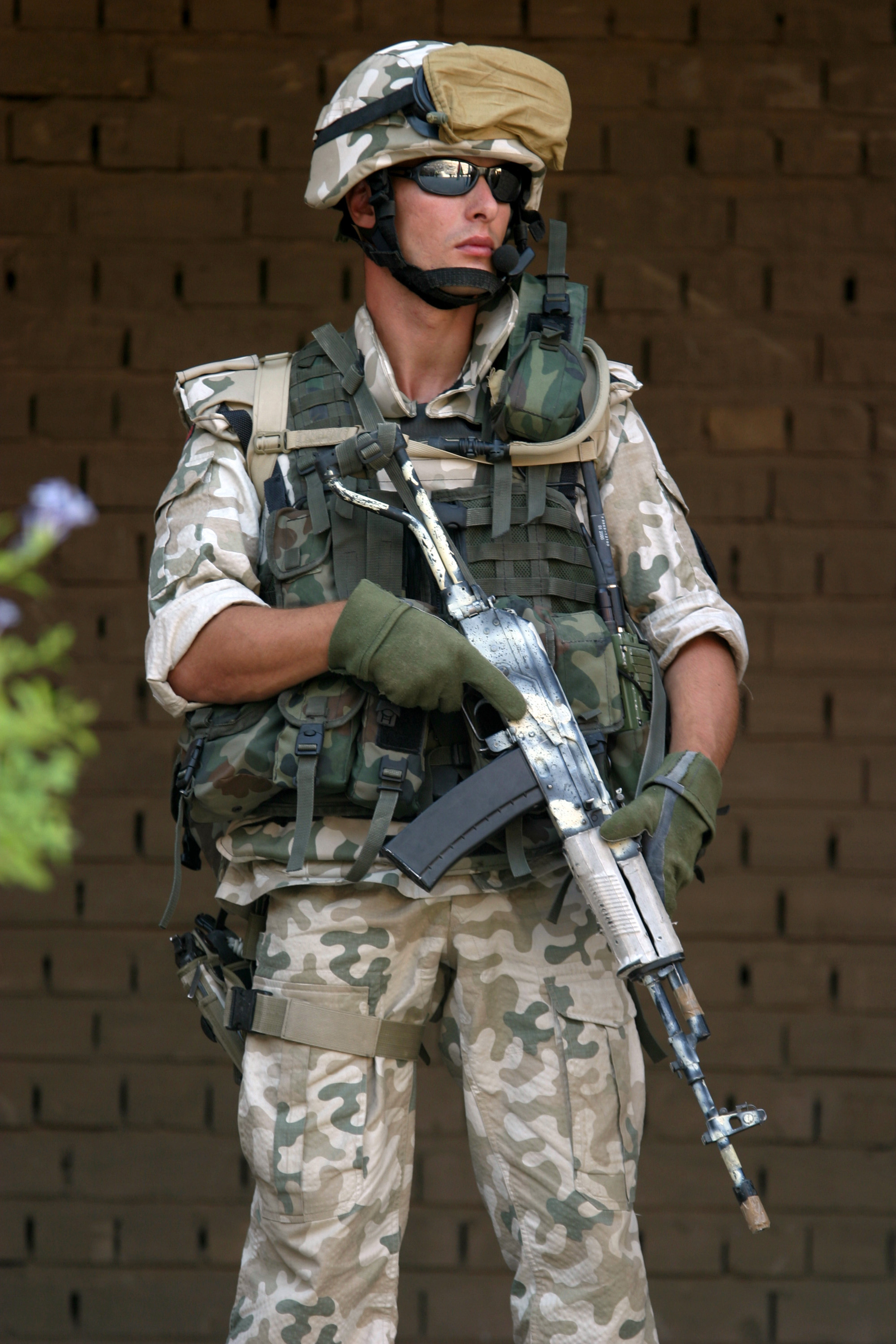
Polski żołnierz w Iraku

W związku z faktem, że polskie siły zbrojne nie były w stanie samodzielne objąć kontrolę nad Wielonarodową Dywizją Centrum-Południe (WDC-P, MND C-S), wsparły je wojska z 22 (od grudnia 2003 23) innych państw. Były to: Bułgaria, Dania, Dominikana, Filipiny, Gruzja (od grudnia), Hiszpania, Holandia, Honduras, Kazachstan, Korea Południowa, Litwa, Łotwa, Mongolia, Nikaragua, Norwegia, Rumunia, Salwador, Słowacja, Tajlandia, Stany Zjednoczone, Ukraina, Węgry, a w ramach pomocy NATO: Wielka Brytania i Włochy. Dywizja liczyła wówczas ok. 8500 żołnierzy – 2500 z Polski, 6000 z państw sojuszniczych – był to pierwszy przypadek, gdy jednostki Sił Zbrojnych RP dowodziły taką liczbą żołnierzy z innych państw. 3 września 2003 przejęła odpowiedzialność za ochronę pięciu prowincji (Babilon, Wasit, An-Nadżaf, Al-Kadisijja i Karbala), zajmujących obszar 64 058 km² i zamieszkałych przez ok. 3,6 mln Irakijczyków. W ramach niej PKW miał nadzorować proces przywracania porządku i bezpieczeństwa oraz odbudowę i zabezpieczenie infrastruktury, ochraniać ważne punkty cywilne i wojskowe, patrolować wyznaczone strefy, pomóc w szkoleniu Irackich Sił Bezpieczeństwa oraz w wykryciu i zniszczeniu broni masowego rażenia (której istnienia ostatecznie nie udowodniono) oraz arsenałów innego typu (jesienią 2003 polscy żołnierze odnaleźli skład rakiet Roland, który błędnie zinterpretowano jako dostarczone w trakcie obowiązywania embarga) i podejmować akcje zbrojne tylko w samoobronie (mandat polskiego kontyngentu, mimo iż nie był ofensywny, i tak był o wiele mniej restrykcyjny niż innych podległych sił koalicyjnych, co w późniejszym czasie często powodowało trudności w wykonywaniu zadań).
Wielonarodowa Dywizja podlegała Połączonym Siłom Zadaniowym 7 (Combined Joint Task Force 7, CJTF-7), a od 15 maja 2004 Wielonarodowemu Korpusowi w Iraku (Multinational Corps – Iraq, MNC-I) w składzie Wielonarodowych Sił w Iraku (Multinational Force – Iraq, MNF-I).
Początkowo strefa MND C-S była względnie spokojna, zaś wszelkie niepokoje udawało się uspokajać mediacjami lub demonstracją siły (np. październikowe zamieszki w Karbali, zakończone po przybyciu amerykańskiej brygadowej grupy bojowej), jednak pod koniec roku wojska koalicji, w tym Polaków, coraz częściej stawały się celem ataków ugrupowań rebelianckich, w tym największego, przeprowadzonego 27 grudnia w Karbali (zginęło 5 żołnierzy, rannych zostało 37, w tym 2 z PKW). Wynikiem zamachów było przerwanie działań CIMIC-u i GST (grup wsparcia rządu). Rozpoczętej w lutym 2004 II zmianie przyszło działać w o wiele gorszych warunkach. Polskie patrole były intensywniej atakowane przez tzw. IED-y (fugasy), czyli zdalnie odpalane miny-pułapki lub zamachowców-samobójców. Zamach w Madrycie i wybory parlamentarne w Hiszpanii spowodowały objęcie władzy przez socjalistów, którzy zdecydowali o zakończeniu misji irackiej do kwietnia 2004. Na ten sam krok zdecydowały się rządy Dominikany, Hondurasu i Nikaragui, co spowodowało rozwiązanie 3 Brygadowej Grupy Bojowej i przejęcie kontroli nad podległymi jej prowincjami (An-Nadzaf i Al-Kadisijja) przez amerykański 2 Pułk Kawalerii Pancernej.
Operacje specjalne na rzecz PKW Irak prowadziła kompania specjalna Samodzielnej Grupy Powietrzno-Szturmowej, wydzielona z 1 Pułku Specjalnego Komandosów. Żołnierze pułku często prowadzili działania z 5th Special Forces Group. Działania wywiadu pola walki prowadzili żołnierze Zarządu Wywiadu Wojskowych Służb Informacyjnych, wchodzący w skład Narodowej Komórki Wywiadu. W wyniku działania komandosów 1 psk przy wsparciu żołnierzy ZW WSI schwytano wielu bojowników podkładających improwizowane urządzenia wybuchowe i stanowiących zagrożenie dla bezpieczeństwa w rejonie odpowiedzialności PKW Irak.

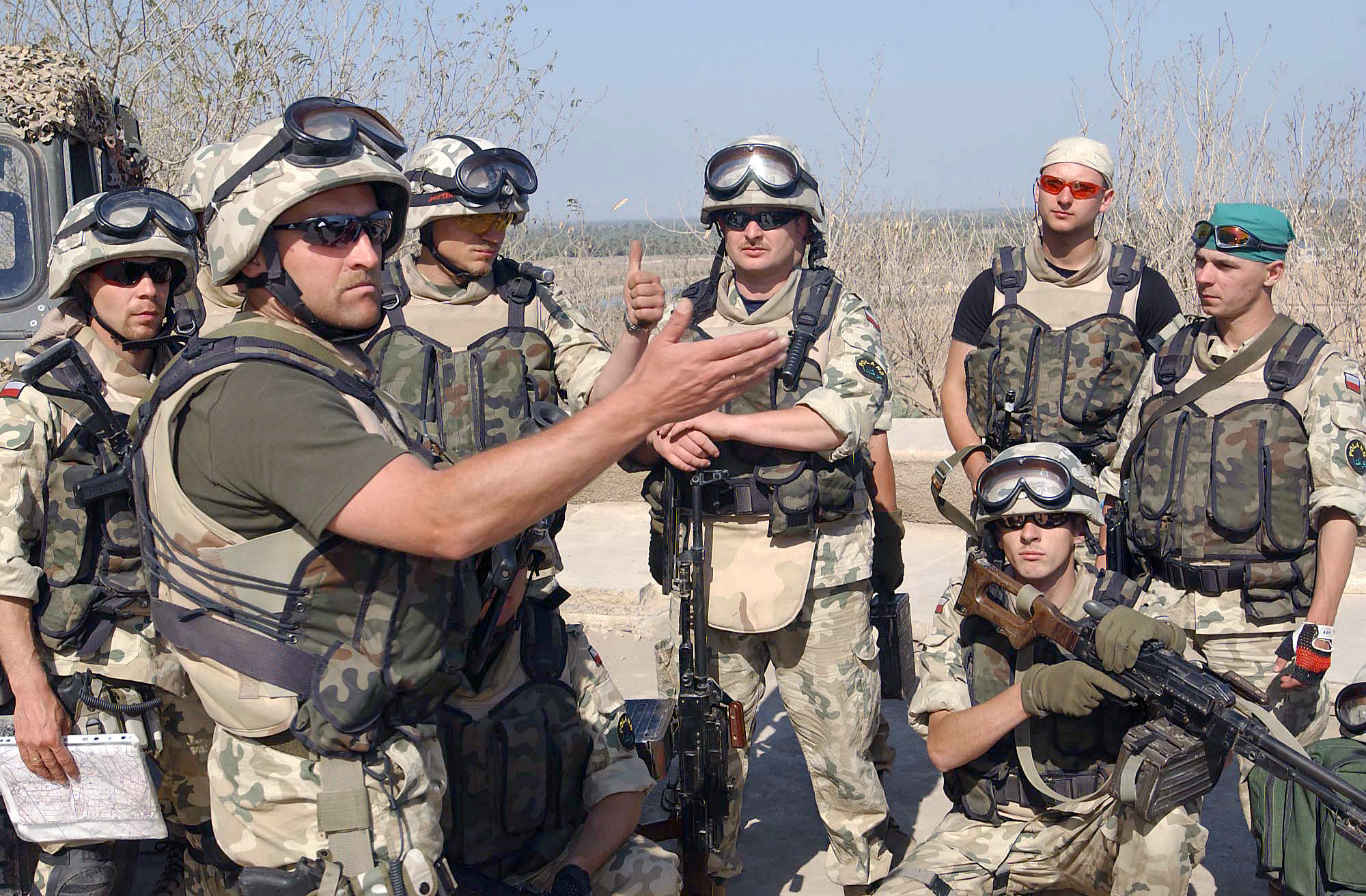
Patrol z Camp Alfa

Jednak największym wyzwaniem dla PKW i całej WDC-P było rozpoczęte 4 kwietnia powstanie Armii Mahdiego Muktady as-Sadra (pierwsze zamieszki miały miejsce dzień wcześniej). Tego dnia polskie plutony sił szybkiego reagowania (QRF) zostały odcięte w Karbali, Al-Hilli oraz Nadżafie i przez kilka dni były oblegane przez sadrystów oraz bojowników Al-Ka’idy i czeczeńskich. Najbardziej krwawe walki toczyły się o karbalski ratusz, podczas których zginęło ok. 200 rebeliantów i ani jeden Polak. W tym czasie polskie i koalicyjne bazy (znajdujące się na obrzeżach miast) były silnie ostrzeliwane, a patrole intensywniej atakowane bronią ręczną lub wysadzane przez miny-pułapki, co wymuszało regularne oczyszczanie dróg transportowych. W ciągu miesiąca dochodziło do średnio 70 kontaktów bojowych, mimo prowadzonych rozmów o zawieszeniu broni, na czas których kontrolowane przez Armię Mahdiego miasta w sektorze WNDC-P (Ad-Diwanijję, Karbalę i An-Nadżaf, Al-Kut Amerykanie odbili 16 kwietnia) zostały otoczone przez siły koalicji (głównie 1 Dywizja Pancerna (USA), wspierana przez Polaków). 5 maja, po fiasku rozmów, rozpoczęła się zasadnicza część operacji Żelazny Miecz – oddziały amerykańskie, wspierane przez żołnierzy z Polski i Bułgarii, wkroczyły do zajmowanych przez sadrystów miast. Rozpoczęły się trwające 19 dni walki uliczne, prowadzone przede wszystkim przez Amerykanów, w wyniku których Armia Mahdiego wycofała się z Karbali, An-Nadżafu i Ad-Diwanijji, która wraz z całą prowincją Kadisijją została przekazana PKW.
Wydarzenia z wiosny 2004 pokazały główne słabości polskiego kontyngentu: słabe wyposażenie, niedostosowane do warunków wojennych (m.in. niewystarczające opancerzenie Honkerów, mała ilość amunicji przypadającego na jednego żołnierza), mandat zezwalający tylko na obronę (jednak z kontyngentów Wielonarodowej Dywizji to Polacy toczyli prawie całość walk, gdyż reszta nie opuszczała baz – z wyjątkiem Bułgarów), lecz nie zawiedli żołnierze – profesjonalni i bardzo dobrze wyszkoleni. Problemy widoczne były także podczas rozpoczętej w lipcu III zmiany, jednak wciąż nie były one rozwiązane – z wyjątkiem przysłania śmigłowców szturmowych Mi-24. Ponadto ubyły trzy koalicyjne kontyngenty – filipiński, tajlandzki oraz węgierski (łącznie Dywizja liczyła już tylko 6500 żołnierzy) i ich zadania musiały przejąć inne wojska, a ataki na bazy wojskowe i patrole były coraz bardziej krwawe – pod tym względem III zmiana dorównywała trudnością II, bo zginęło 7 i zostało rannych ok. 30 żołnierzy. W sierpniu ponownie rozgorzały walki z Armią Mahdiego, w których PKW nie brał udziału, ponownie przekazując Amerykanom Kadisijję. Po zakończeniu walk, 1 grudnia wróciła pod kontrolę MND C-S, która 27 grudnia oficjalnie wycofała się z Karbali (gdzie do lipca 2005 został tylko polski szpital polowy) i przeniosła siedzibę dowództwa z Camp Alfa w ruinach Babilonu do Camp Echo w Ad-Diwanijji.

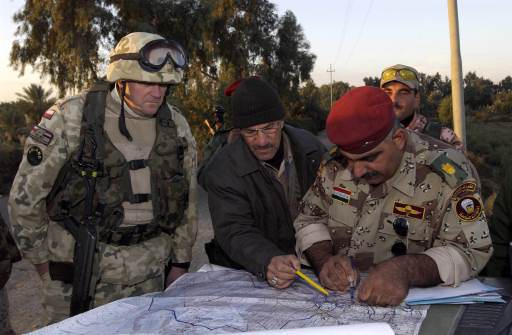
Polski zespół doradczo-łącznikowy

Rozpoczęta 1 lutego 2005 IV zmiana działała na innych zasadach i przy mocno zmienionych okolicznościach – wybory parlamentarne w Iraku w styczniu 2005 roku spowodowały wzmożenie ataków rebelianckich (z wyjątkiem sadrystów, których część włączyła się w przemiany polityczne), omijających jednak siły koalicyjne – największe incydenty przeciwko PKW miały miejsce w północnej części prowincji Babilon. Innym powodem zmniejszenia intensywności działań przeciwko polskiemu kontyngentowi była jego znaczna redukcja – do 1700 żołnierzy + 700 w ramach odwodu strategicznego w Polsce – oraz zmiana zadań ze stabilizacyjnych na stabilizacyjno-szkoleniowe. Działająca od 26 lipca 2006 V zmiana, szkoleniowo-stabilizacyjna i mniejsza o 300 żołnierzy, ochraniała następne wybory parlamentarne. Czynnikiem różniącym te kontyngenty od poprzednich było rozbudowanie bazy szkoleniowej Irackich Sił Bezpieczeństwa z Regionalnym Centrum Szkolenia w Kut i wojskowymi zespołami doradczo-łącznikowymi na czele oraz redukcja działań operacyjnych i ich większa elastyczność (rajdy przeciwterrorystyczne, typu tych przeprowadzonych w maju w północnej części Wasitu czy czerwcowych w północnych dystryktach Babilonu, którym sprzyjało wyposażenie PKW w mogące prowadzić nocne działania śmigłowce Mi-24 w styczniu 2005), co znacznie podwyższyło stopień bezpieczeństwa w polskiej strefie (od maja 2005 mniejszą o ukraińską 3 Brygadową Grupę Bojową, zastąpioną przez 81 Grupę Bojową i od grudnia 2005 o batalion bułgarski – zadania wycofanych kontyngentów musiał przejąć PKW, który aby sprawnie tego dokonać musiał częściowo zmienić dyslokację i 5 stycznia 2006 przekazać Amerykanom prowincję Babilon), w której, jako pierwszej w całym kraju, 26 stycznia 2006 doszło do pełnego osiągnięcia zdolności operacyjnej przez iracką policję i wojsko (8 Dywizję Piechoty), które przejęły odpowiedzialność za polską strefę.

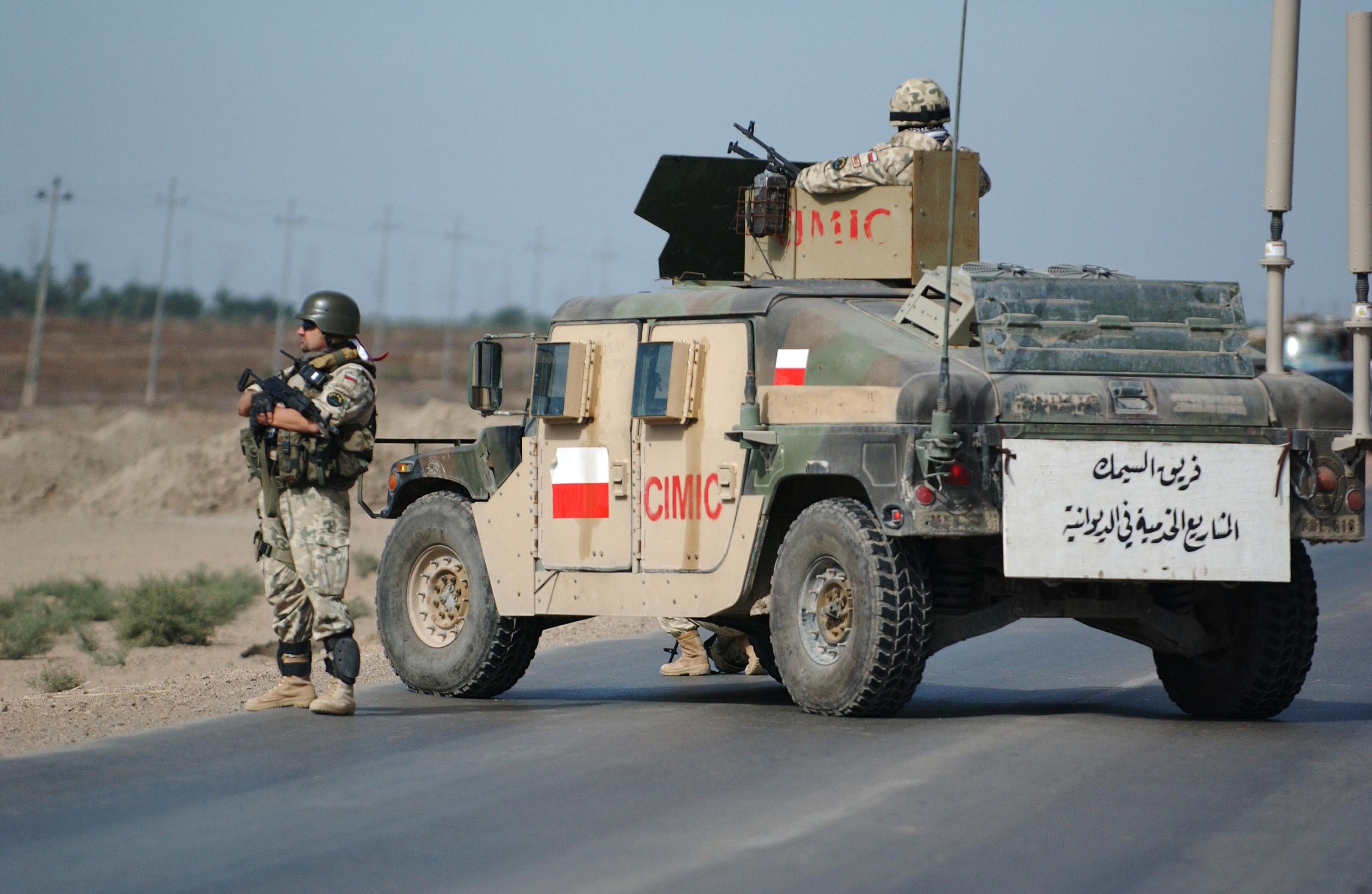
Patrol CIMIC

Kolejne zmiany PKW nie miały już statusu stabilizacyjnych i ich liczebność wynosiła tylko po 900 żołnierzy + 300-osobowy odwód strategiczny w Polsce – ich zadania polegały już głównie na doradztwie i doszkalaniu sił irackich, biorąc udział w akcjach bojowych tylko na ich wyraźną prośbę. Lecz w następnych miesiącach okazało się, że Irakijczycy nie są w stanie sami zapewnić bezpieczeństwa (jak podczas nierozstrzygniętej bitwy o Ad-Diwanijję w sierpniu 2006), co skutkowało m.in. nasileniem ataków rebelianckich (zwłaszcza ponownie rosnącej w siłę Armii Mahdiego) na patrole i bazy polskiego kontyngentu (np. podczas VI zmiany na bazy WDC-P spadło 160 rakiet) – sytuacja była najmniej spokojna od czasu wydarzeń z 2004, mimo że polska strefa i tak uchodziła za jedną z najbezpieczniejszych. W związku z tym wojska amerykańsko-irackie podejmowały szereg operacji w Kadisjjji i Wasicie, w których udział PKW był marginalny (tak jak np. wiosną 2007, podczas dowodzonej przez gen. dyw. Pawła Lamlę operacji Czarny Orzeł, gdy wydzielony oddział Grupy Manewrowej – praktycznie jedynej formacji polskiej prowadzącej działania ofensywne – wspomagał 3300 żołnierzy amerykańskich i irackich walczących w Ad-Diwanijji). W tym czasie, czyli przez VI, VII i VIII zmianę, Polacy prowadzili patrole, udzielali głównie pomocy humanitarnej, szkolili irackie bataliony oraz sporadycznie dokonywali aresztowań Irakijczyków podejrzanych o zamachy. Na faktyczną kontrolę Kadisijji i Wasitu przez Armię Mahdiego polskie kierownictwo zareagowało dopiero od rozpoczętej 25 lipca 2007 IX zmiany, która ponownie otrzymała zadania stabilizacyjne (polskiej ofensywie sprzyjało skoncentrowanie PKW w jednej prowincji – Kadisijji, gdyż do Al-Kut wkroczyła gruzińska 3 Brygada Piechoty, której podporządkowano stacjonujący tam batalion salwadorski – siły polskie, czyli ok. 200 żołnierzy (pozostał jedynie element zabezpieczenia śmigłowców), wycofały się do Ad-Diwanijji, oprócz tego rozwiązano dowództwo Brygadowej Grupy Bojowej, zwiększającym dzięki temu liczbę oddziałów operacyjnych). Skutecznie zwiększono liczbę patroli i działań typu cordon & search (zwłaszcza w trakcie prowadzonej jesienią operacji Lwi Skok, będącą odpowiedzią na opanowanie części miasta przez sadrystów), lecz na przeszkodzie stawały dwa czynniki: w 2008 wybuchło II powstanie Armii Mahdiego, które ponownie objęło także polską prowincję (główny ciężar walk ponieśli Irakijczycy i Amerykanie) i okolicę oraz rozpoczęto proces wycofania kontyngentu do Polski – inne kraje Wielonarodowej Dywizji, czyli Armenia, Bośnia i Hercegowina, Kazachstan, Łotwa, Mongolia, Rumunia, Stany Zjednoczone, Ukraina, wspierające Polaków ok. 300 żołnierzami, także rozpoczęły ewakuację swoich wojsk (oprócz USA).
Według pierwotnych szacunków, PKW miał służyć w Iraku przez maksymalnie rok. Wybuch walk wewnętrznych spowodował, że postanowienie o jego użyciu było dwukrotnie przedłużane, pierwszy raz o 6 miesięcy, drugi już o 12. Następna, określona przez drugi rząd Marka Belki, przybliżona data wyjścia wojsk polskich z Iraku to dopiero koniec 2005 roku, a poprzedzić ją miała redukcja PKW przy IV zmianie (co udało się zrealizować) oraz ustabilizowanie sytuacji w strefie odpowiedzialności, czego nie osiągnięto. W związku z tym rząd Kazimierza Marcinkiewicza i następny rząd Jarosława Kaczyńskiego decydowały się na przedłużenie działalności PKW. Konkretna data wycofania polskich żołnierzy padła w listopadzie 2007, podczas exposé nowego premiera Donalda Tuska – był to koniec 2008 i na początku tegoż roku, wraz z nastaniem X zmiany PKW (w związku z tym najdłuższej, bo trwającej aż 8 miesięcy) rozpoczęto proces ostatecznego przekazywania kompetencji na rzecz irackich sił bezpieczeństwa oraz wycofywania ludzi i sprzętu. 16 lipca Wielonarodowa Dywizja przekazała irackiej 8 Dywizji odpowiedzialność za ostatnią kontrolowaną przez nią prowincję i od tamtej pory głównym zadaniem kontyngentów zagranicznych MND C-S stało się zabezpieczenie i przeprowadzenie ewakuacji. 11 lipca do Polski wróciła pierwsza grupa żołnierzy, 27 października ostatnia, zaś cały PKW oficjalnie zakończył działalność operacyjną 1 października (4 października przekazał Camp Echo Amerykanom).

### NATO Training Mission

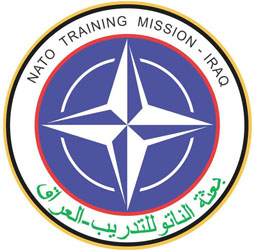
NATO Training Mission – Iraq

W grudniu 2004 NATO rozpoczęło niewielką misję (NATO Training Mission – Iraq), mającą na celu szkolenie irackich sił bezpieczeństwa. Na przełomie stycznia i lutego 2005 do sił Paktu w Camp Al Rustamiyah pod Bagdadem dołączyły, skierowane na prośbę sekretarza generalnego NATO Jappa de Hoop Scheffera, wydzielone z Wielonarodowej Dywizji: pluton transportowy i zespół ochrony.
11 stycznia 2007 oddziały te zostały zastąpione przez ok. 15 osobową grupę oficerów z Wyższej Szkoły Oficerskiej Wojsk Lądowych, którzy, jako Zgrupowanie nr 2 PKW Irak, na okres 6 miesięcy przewodzili MALT-owi (Wojskowemu Zespołowi Doradczo-Łącznikowemu – Military Advisory Liaison Team) oraz doradzali Uczelni Połączonych Sztabów. Ich głównym zadaniem było szkolenie irackiego batalionu ochrony bazy (na terenie której znajduje się m.in. Iracka Akademia Wojskowa). Po ich wycofaniu Polskę w NTM-I reprezentował jeden oficer w kwaterze głównej.
W październiku 2008, w związku w wycofaniem polskich żołnierzy z operacji Iracka Wolność, 20 oficerów z NTMI stało się samodzielnym polskim kontyngentem. Równocześnie po raz drugi objęli kontrolę nad MALT-em. Pełnili ją do 22 sierpnia 2011, kiedy to Irackie Siły Bezpieczeństwa przejęły odpowiedzialność za szkolenie w Al Rustamijji i polscy instruktorzy wrócili do Polski. Ponownie pozostał jedynie oficer w sztabie NTM-I, do którego w listopadzie dołączyło 10 kolejnych, reaktywując tym samym kontyngent. Jego główne zadanie polegało na szkoleniu i wspieraniu zabezpieczenia logistycznego misji, która została zakończona do 31 grudnia 2011. Był to tym samym koniec polskiego zaangażowania wojskowego w Iraku do roku 2016, kiedy w ramach międzynarodowej koalicji do walki z Państwem Islamskim zostały wysłane dwa kontyngenty: PKW OIR Irak i PKW OIR Kuwejt.

## Struktura organizacyjna
Czas trwania, dowódcy, jednostka wystawiająca oraz liczebność poszczególnych zmian:
| Zmiana                                                  | Początek                                                | Koniec                                                  | Dowódca                                                 | Wystawiająca                                            | Liczebność                                              | Typ                                                     |
| Enduring Freedom (OEF) (formalnie część PKW Afganistan) | Enduring Freedom (OEF) (formalnie część PKW Afganistan) | Enduring Freedom (OEF) (formalnie część PKW Afganistan) | Enduring Freedom (OEF) (formalnie część PKW Afganistan) | Enduring Freedom (OEF) (formalnie część PKW Afganistan) | Enduring Freedom (OEF) (formalnie część PKW Afganistan) | Enduring Freedom (OEF) (formalnie część PKW Afganistan) |
| ------------------------------------------------------- | ------------------------------------------------------- | ------------------------------------------------------- | ------------------------------------------------------- | ------------------------------------------------------- | ------------------------------------------------------- | ------------------------------------------------------- |
| PKW Kuwejt                                              | 19.04.2002                                              | 19.03.2003                                              |                                                         | GROM                                                    | 24                                                      |                                                         |
| PKW Bahrajn                                             | 10.07.2002                                              | 15.01.2003                                              | kpt. mar. Grzegorz Okuljar                              | ORP Kontradmirał Xawery Czernicki                       | 53                                                      |                                                         |
| PKW Bahrajn                                             | 15.01.2003                                              | 19.03.2003                                              | kmdr ppor. Jacek Rogalski                               | ORP Kontradmirał Xawery Czernicki                       | 53                                                      |                                                         |
| Iraqi Freedom (OIF)                                     |                                                         |                                                         |                                                         |                                                         |                                                         |                                                         |
| PKW Bahrajn                                             | 19.03.2003                                              | 10.09.2003                                              | kmdr ppor. Jacek Rogalski                               | ORP Kontradmirał Xawery Czernicki                       | 53                                                      |                                                         |
| PKW Kuwejt                                              | 19.03.2003                                              | 04.09.2003                                              | ppłk Andrzej Kruczyński                                 | GROM                                                    | 56                                                      |                                                         |
| PKW Jordania                                            | 21.03.2003                                              | 04.09.2003                                              | ppłk Roman Witkowski                                    | 4 pchem                                                 | 74                                                      |                                                         |
|                                                         |                                                         |                                                         |                                                         |                                                         |                                                         |                                                         |
| I                                                       | 03.09.2003                                              | 13.02.2004                                              | gen. dyw. Andrzej Tyszkiewicz                           | 12 DZ                                                   | ok. 2500                                                | stabilizacyjna                                          |
| II                                                      | 13.02.2004                                              | 18.07.2004                                              | gen. dyw. Mieczysław Bieniek                            | 11 DKPanc                                               | ok. 2500                                                | stabilizacyjna                                          |
| III                                                     | 18.07.2004                                              | 01.02.2005                                              | gen. dyw. Andrzej Ekiert                                | 16 DZ                                                   | ok. 2400                                                | stabilizacyjna                                          |
| IV                                                      | 01.02.2005                                              | 26.07.2005                                              | gen. dyw. Waldemar Skrzypczak                           | 11 DKPanc                                               | ok. 1700                                                | stabilizacyjno-szkoleniowa                              |
| V                                                       | 26.07.2005                                              | 06.02.2006                                              | gen. dyw. Piotr Czerwiński                              | 1 DZ                                                    | ok. 1400                                                | szkoleniowo-stabilizacyjna                              |
| VI                                                      | 06.02.2006                                              | 18.07.2006                                              | gen. dyw. Edward Gruszka                                | 12 DZ                                                   | ok. 900                                                 | szkoleniowo-doradcza                                    |
| VII                                                     | 18.07.2006                                              | 24.01.2007                                              | gen. dyw. Bronisław Kwiatkowski                         | 16 DZ                                                   | ok. 900                                                 | doradczo-szkoleniowa                                    |
| VIII                                                    | 24.01.2007                                              | 25.07.2007                                              | gen. dyw. Paweł Lamla                                   | 11 DKPanc                                               | ok. 900                                                 | doradczo-szkoleniowa                                    |
| IX                                                      | 25.07.2007                                              | 30.01.2008                                              | gen. dyw. Tadeusz Buk                                   | 1 DZ                                                    | ok. 900                                                 | doradczo-szkoleniowa                                    |
| X                                                       | 30.01.2008                                              | 01.10.2008                                              | gen. dyw. Andrzej Malinowski                            | 12 DZ                                                   | ok. 900                                                 | doradczo-szkoleniowa                                    |
| NTM-I                                                   |                                                         |                                                         |                                                         |                                                         |                                                         |                                                         |
| I                                                       | 01.10.2008                                              | 21.01.2009                                              | mjr Paweł Maciejewski                                   | WSOWL                                                   | 20                                                      | szkoleniowa                                             |
| II                                                      | 21.01.2009                                              | 07.07.2009                                              | mjr Bartosz Siemiątkowski                               | 16 DZ                                                   | 20                                                      | szkoleniowa                                             |
| III                                                     | 07.07.2009                                              | 23.12.2009                                              | mjr Piotr Gadomski                                      | CSNPSP                                                  | 20                                                      | szkoleniowa                                             |
| IV                                                      | 23.12.2009                                              | 15.06.2010                                              | mjr Marcin Bober                                        | CSNPSP                                                  | 15                                                      | szkoleniowa                                             |
| V                                                       | 15.06.2010                                              | 29.12.2010                                              | mjr Arkadiusz Radziński                                 | CSNPSP                                                  | 15                                                      | szkoleniowa                                             |
| VI                                                      | 29.12.2010                                              | 21.05.2011                                              | mjr Tomasz Kaszuba                                      | CSNPSP                                                  | 15                                                      | szkoleniowa                                             |
| VII                                                     | 21.05.2011                                              | 22.08.2011                                              | mjr Marcin Komarowski                                   | CSNPSP                                                  | 15                                                      | szkoleniowa                                             |
| VIII                                                    | 11.2011                                                 | 19.12.2011                                              | ppłk Dariusz Kokosiński                                 | CSNPSP                                                  | 10                                                      | logistyczna                                             |

## Straty
W latach 2003–2008 w Iraku zginęło 28 Polaków (22 żołnierzy, 1 funkcjonariusz BOR-u, 3 pracowników firm wojskowych (2 z Blackwater i 1 z Aegis) i 2 dziennikarzy TVP), rannych zostało ok. 150 – dokładne dane nie są znane opinii publicznej.
Lista polskich żołnierzy poległych w Iraku:
| Lp. | Data       | Miejsce      | Przyczyna                                | Ofiara                         | Jednostka       | Przypis              |
| --- | ---------- | ------------ | ---------------------------------------- | ------------------------------ | --------------- | -------------------- |
| 1   | 06.11.2003 | Karbala      | kontakt ogniowy                          | mjr Hieronim Kupczyk           | 12 BZ           | [ 31 ]               |
| 2   | 22.12.2003 | Karbala      | przypadkowy postrzał                     | st. szer. Gerard Wasielewski   | 12 BZ           | [ 32 ]               |
| 3   | 08.05.2004 | Karbala      | celowe potrącenie przez ciężarówkę wroga | st. chor. Marek Krajewski      | WSzW w Lublinie | [ 34 ]               |
| 4   | 08.05.2004 | Babilon      | wybuch miny-pułapki                      | kpt. Sławomir Stróżak          | 18 bdsz         | [ 34 ]               |
| 5   | 08.06.2004 | Wasit        | przypadkowy wybuch                       | plut. Tomasz Krygiel           | 12 BZ           | [ 35 ] [ 36 ] [ 37 ] |
| 6   | 08.06.2004 | Wasit        | przypadkowy wybuch                       | kpr. Andrzej Zielke            | 16 brem         | [ 35 ] [ 36 ] [ 37 ] |
| 7   | 29.07.2004 | Al-Hilla     | wybuch miny-pułapki                      | st. kpr. Marcin Rutkowski      | 1 BA            | [ 38 ]               |
| 8   | 19.08.2004 | Al-Hilla     | wypadek drogowy                          | st. szer. Grzegorz Rusinek     | 18 bdsz         | [ 39 ]               |
| 9   | 19.08.2004 | Al-Hilla     | wypadek drogowy                          | szer. Sylwester Kutrzyk        | 18 bdsz         | [ 39 ]               |
| 10  | 21.08.2004 | Al-Hilla     | kontakt ogniowy                          | st. szer. Krystian Andrzejczak | 16 brem         | [ 40 ]               |
| 11  | 12.09.2004 | Al-Hilla     | wybuch miny-pułapki kontakt ogniowy      | ppor. Piotr Mazurek            | 15 bsap         | [ 41 ]               |
| 12  | 12.09.2004 | Al-Hilla     | wybuch miny-pułapki kontakt ogniowy      | ppor. Daniel Różyński          | 6 BDSz          | [ 41 ]               |
| 13  | 12.09.2004 | Al-Hilla     | wybuch miny-pułapki kontakt ogniowy      | st. szer. Grzegorz Nosek       | 6 BDSz          | [ 41 ]               |
| 14  | 15.12.2004 | Karbala      | wypadek śmigłowca                        | kpt. Jacek Kostecki            | 2 SzOP          | [ 42 ]               |
| 15  | 15.12.2004 | Karbala      | wypadek śmigłowca                        | chor. Paweł Jelonek            | 25 BKPow        | [ 42 ]               |
| 16  | 15.12.2004 | Karbala      | wypadek śmigłowca                        | mł. chor. Karol Szlązak        | 25 BKPow        | [ 42 ]               |
| 17  | 25.02.2005 | Ad-Diwanijja | wypadek drogowy                          | st. szer. Roman Góralczyk      | 25 BKPow        | [ 43 ]               |
| 18  | 11.11.2006 | Al-Hilla     | wybuch miny-pułapki                      | sierż. Tomasz Murkowski        | 13 pplot        | [ 44 ]               |
| 19  | 07.02.2007 | Ad-Diwanijja | wybuch miny-pułapki                      | st. szer. Piotr Nita           | 25 BKPow        | [ 45 ]               |
| 20  | 20.04.2007 | Ad-Diwanijja | wybuch miny-pułapki                      | st. szer. Tomasz Jura          | 25 BKPow        | [ 46 ]               |
| 21  | 17.07.2007 | Ad-Diwanijja | atak serca                               | mjr Jarosław Posadzy           | 25 BKPow        | [ 47 ]               |
| 22  | 02.11.2007 | Ad-Diwanijja | wybuch miny-pułapki                      | plut. Andrzej Filipek          | 3 BZ            | [ 48 ]               |

## Odznaczenia za udział w kontyngencie

Baretka pamiątkowego odznaczenia Gwiazdy Iraku ustanowionego 1 stycznia 2008
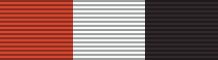
Baretka Medalu Pamiątkowego WDC-P
Baretka Medalu NATO za misję NTM-I

## Kontyngent w kulturze masowej
Wydarzenia z wiosny 2004 – w tym i obrona ratusza w Karbali i udział w nich polskiego kontyngentu są kanwą powieści Marcina Gawędy Rebelia z 2011. Ponadto żołnierze PKW pojawili się również w prologu innej książki tego autora – Kaukaskim epicentrum z 2010 oraz powieści Najemnik Jacka Czernka.
W 2009 wydana została płyta Przemysława Bogusza 19.30, na której znalazła się piosenka Irak, przedstawiająca rutynowy patrol PKW i uczucia biorących w nim udział żołnierzy.
Karbala – polski film wojenny z 2015 roku w reżyserii Krzysztofa Łukaszewicza, przedstawiający autentyczne wydarzenia z szyickiej rebelii w Iraku w 2004 roku. Premiera filmu odbyła się 11 września 2015 roku.